# Jean Ping

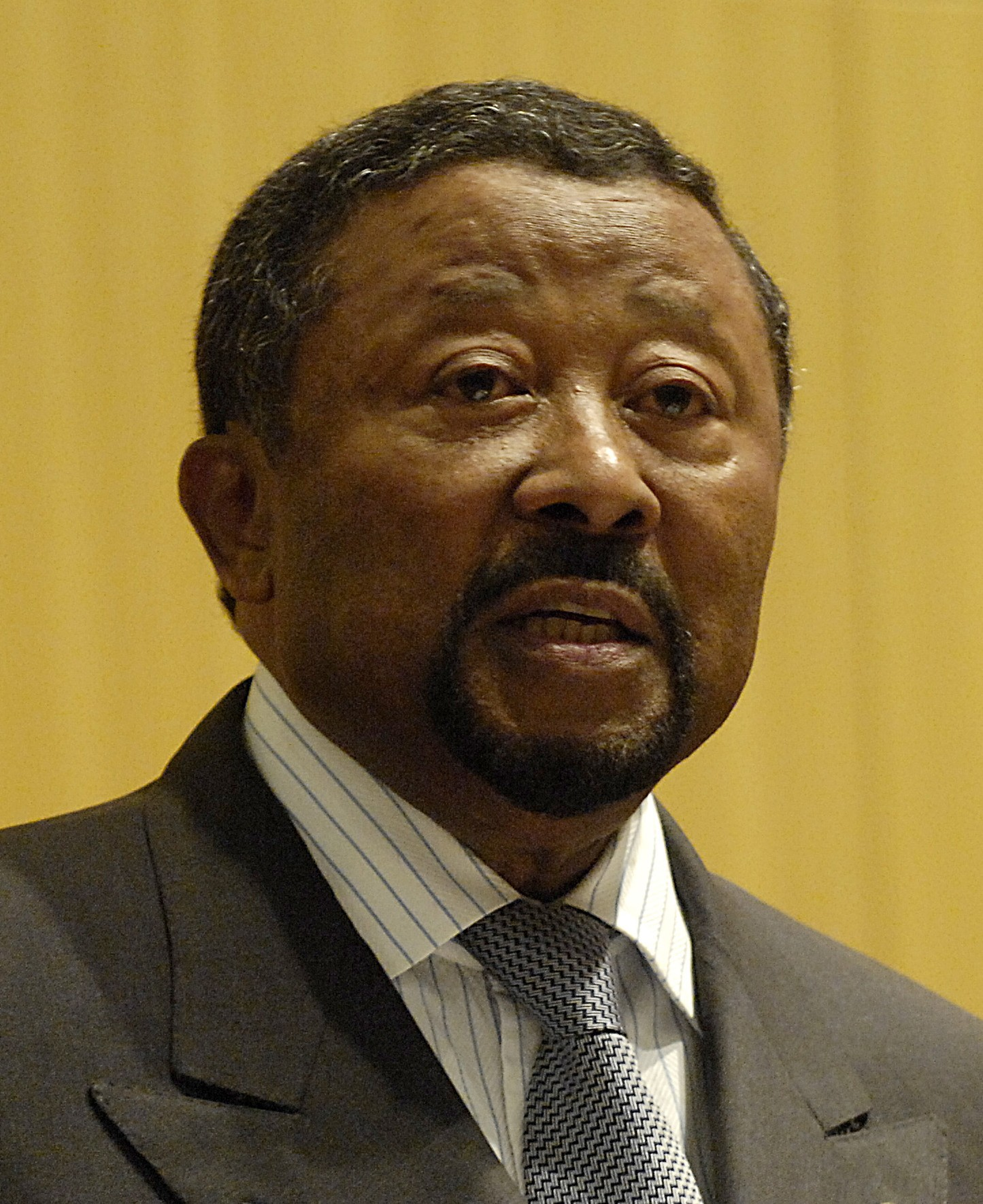
Jean Ping (2008)

Jean Ping (* 24. November 1942 in Omboué) ist ein gabunischer Politiker, Diplomat. Er war Präsident der 59. Sitzungsperiode der UN-Generalversammlung.

## Leben
Jean Ping ist der Sohn einer Gabunerin und eines aus Frankreich eingewanderten chinesischen Händlers. Seine Karriere bei den Vereinten Nationen begann 1972 als ziviler Beobachter im Bereich für Externe Beziehungen und Kooperation bei der UNESCO. Von 1978 bis 1984 war er permanenter Vertreter seines Landes bei der UNESCO.
Aufgrund seiner diplomatischen und politischen Erfahrung wurde er 1984 Direktor des Kabinetts des Präsidenten von Gabun und behielt diese Position bis 1990. In diesem Jahr wurde er dann zum Informationsminister ernannt, wo er unter anderem für Post, Telekommunikation und Tourismus zuständig war. Weiters war er auch noch als Regierungssprecher tätig. Von da an hatte er verschiedene Ministerposten inne, unter anderem für Bergbau, Energie und Wasser und war stellvertretender Minister für Finanzen, Wirtschaft, Etat und Privatisierung. Anschließend war er Minister für Planung, Umwelt und Tourismus, einen Posten, den er bis 1999 und zu seiner Berufung als Staatsminister (Ministre d’Etat) und Minister für Äußeres, Kooperation und Frankophonie innehatte.
Ping führte mehrfach Delegationen seines Landes bei der UN-Generalversammlung an, ebenso bei vielen anderen internationalen Konferenzen, z. B. der UNESCO, der Weltbank oder der Afrikanischen Union.
Jean Ping war Vorsitzender der Kommission der Afrikanischen Union. Die Staatschefs der Union hatten ihn auf einem Gipfeltreffen in Addis Abeba am 1. Februar 2008 in dieses Amt gewählt. Er trat die Nachfolge des ersten AU-Kommissionspräsidenten Alpha Oumar Konaré an. In dieser Funktion versuchte er erfolglos, am 17. Dezember 2010 in der Regierungskrise in der Elfenbeinküste 2010/2011 zu vermitteln. Am 15. Oktober 2012 wurde die Südafrikanerin Nkosazana Dlamini-Zuma seine Nachfolgerin.
Bei der gabunischen Präsidentschaftswahl im August 2016 unterlag er mit 48,2 % knapp dem Amtsinhaber Ali-Ben Bongo Ondimba (49,8 %).
Jean Ping wurde mehrfach mit nationalen und internationalen Ehrungen ausgezeichnet. Er ist Doktor der Wirtschaft (Universität Paris I) und empfing Ehrendoktorate des Instituts für Diplomatie von China und dem Institut für Afrikanische Studien der Russischen Wissenschaftsakademie in Moskau. Zudem ist er Autor mehrerer Publikationen.
Jean Ping ist verheiratet und hat mehrere Kinder. Zwei davon hat Ping mit Pascaline Bongo Ondimba, der Schwester seines politischen Gegners und Präsidenten Gabuns Ali Bongo Ondimba. Er soll auch ein Kind mit der langjährigen Präsidentin des Verfassungsgerichts von Gabun, Marie-Madeleine Mborantsuo, haben. Mborantsuo war in ihrer Jugend die Geliebte von Omar Bongo.